# Voix ouvrière (Organisation)

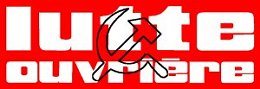
Lutte ouvrière

Voix ouvrière ist eine französische Zeitschrift. Gegründet wurde sie 1956 durch Mitglieder, die vormals der trotzkistischen Groupe Barta angehörten. Der rumänisch-französische militante Kommunist, Gewerkschafter und Journalist David Korner verfasste unter dem Pseudonym Barta Artikel für die Zeitschrift.
Anfangs erschien die Zeitschrift als Journal mit kleiner Auflage mehrere Jahre lang zusammen mit der Gruppe PCI-Lambert. Die alle zwei Monate erscheinende Voix ouvrière bimensuel wurde ab 1963 veröffentlicht. Zunächst hatte das  einflussreiche pamphletartige Blatt nur vier Seiten mit einer Auflage von 6000 Stück, verdoppelte seinen Umfang später auf acht Seiten. Ab 1967 erschien die Zeitschrift wöchentlich. Nach der Studentenrevolte und dem Generalstreik von Mai–Juni 1968 wurde die Voix ouvrière, wie alle trotzkistischen und linksextremen Bewegungen und Vereinigungen durch ein Dekret des Präsidenten der Republik Charles de Gaulle vom 12. Juni 1968 verboten.
Die Bewegung formiert sich jedoch erneut, diesmal unter dem Namen ihrer Zeitschrift mit dem neuen Titel Lutte ouvrière.